# Cargolet lleonat
El cargolet lleonat (Cinnycerthia fulva) és una espècie d'ocell de la família dels troglodítids (Troglodytidae).

## Hàbitat i distribució
Habita el sotabosc de la selva humida i altres formacions boscoses del sud-est del Perú i nord-oest de Bolívia.